# Çärjew (huyện)
Çärjew, trước đây mang tên Türkmenabat hoặc Serdarabat, là một huyện của tỉnh Lebap ở Turkmenistan. Trung tâm hành chính của huyện là thành phố Türkmenabat.

## Lịch sử
Vào tháng 11 năm 1939, chính phủ Liên Xô đã sáp nhập huyện Çärjew vào tỉnh Çärjew mới được thành lập. Năm 1992, huyện Çärjew trở thành một phần của tỉnh Lebap và đến năm 2001 thì được đổi tên thành Serdarabat. Vào năm 2017, tên cũ của huyện đã được khôi phục.